# Niedersachsen. Zeitschrift für Kultur, Geschichte, Heimat und Natur seit 1895
Die Zeitschrift „Niedersachsen“ ist ein Regionalmagazin zwischen Fachblatt und Publikumszeitschrift. Sie richtet sich an Leser, die an Kultur, Geschichte, Heimat und Natur in Niedersachsen – über die Tagesaktualität hinaus – interessiert sind.

## Geschichte

Titelblatt der Zeitschrift Niedersachsen, August 1901

### Schünemann Verlag (1895–1933)
Nachdem die im Jahre 1895 von den Brüdern Friedrich und August Freudenthal als überregionale Halbmonatsschrift gegründete Zeitschrift Niedersachsen rasch erfolgreich wurde, zog sie der Verleger Carl Schünemann an sich und brachte somit die Initiatoren um die Früchte ihrer Arbeit. Dennoch leitete Friedrich Freudenthal den niederdeutschen Teil fast 30 Jahre lang.
Die Zeitschrift wurde anfangs 2-mal monatlich im Schünemann Verlag in Bremen herausgegeben und sollte in einer Auflage von 4.000 Exemplaren über Geschichte, Landes- und Volkskunde sowie Sprache und Literatur in Niedersachsen informieren.
Schriftleiterin um das Jahr 1930 und dann wieder nach dem Zweiten Weltkrieg bis 1968 war die Schriftstellerin Alma Rogge (1894–1969).

### Walther Jänecke AG (1933)
Nachdem Heft 1–2 des 38. Jahrgangs 1933 noch im Schünemann Verlag erschienen waren, endete die Zusammenarbeit mit diesem und Heft 3–4 sowie Heft 5–6 erschienen über die Dr. Walther Jänecke AG aus Hannover. Bei der Herausgabe dieser beiden Hefte blieb es allerdings.

### Niedersächsischer Beobachter (1933–1943)
Nach Beendigung der langjährigen Zusammenarbeit mit dem Schünemann Verlag und der Herausgabe zweier Hefte über den Verlag Walter Jänecke, erschien die Zeitschrift ab Heft 9–10 (38. Jahrgang 1933) für 10 Jahre beim Verlag Niedersächsischer Beobachter aus Hannover. Kriegsbedingt wurde das Erscheinen im Jahre 1943 eingestellt.

### August Lax Verlag (1949–1975)
Nach Ende des Zweiten Weltkrieges wurde die Zeitschrift Niedersachsen mit Erscheinen des Heftes 1 im Mai 1949 im Verlag von August Lax aus Hildesheim wieder herausgeben. Die erfolgreiche Zusammenarbeit endete erst im Jahre 1975.
Ab 1957 war nicht mehr Professor Dr. Deckert, Rektor der Technischen Hochschule Hannover, der Herausgeber, sondern der Niedersächsische Heimatbund e. V. Im Jahre 1968 zog sich Alma Rogge als Schriftleiterin zurück und überließ diese komplett Dr. Ulrich Stille aus Hannover, der sie bereits seit 1957 darin unterstützt hatte. Doch auch Stille gab diese bereits ein Jahr später an seine Nachfolger Dr. Hans-Joachim Fricke und Walter Krause ab. Nachdem Joachim Grünhagen diese Ende 1970 schon wieder abgelöst hatte, hatte er bis 1974 die Schriftleitung gemeinsam mit Armin Mandel inne, der diese dann bis 1983 alleine weiterführte.

### Goetz-Druck KG (1976–1983)
Von 1976 bis 1983 erschien die Schriftreihe dann bei der Goetz-Druck KG aus Wunstorf.

### Landbuch-Verlag (1984–2001)
In den 1990er Jahren erschien die Zeitschrift 6-mal jährlich im Landbuch-Verlag (Hannover) in einem Umfang von 48 Seiten. Die Fotos im Innenteil waren in Schwarzweiß (ab Heft 5/1998 z. T. in Farbe), das Titelblatt immerhin mit Hilfe eines Farbfotos gestaltet.
Ab August 2000 erschien „Niedersachsen“ in neuer Aufmachung – jetzt monatlich – im Landbuch-Verlag (Hannover). Jedes Heft war jetzt komplett in Farbe und hatte einen Umfang von 64 Seiten – einschl. Anzeigen. Die Zeitschrift erhob den Anspruch, „weiterhin fundiert und kompetent über das Land und seine Regionen zu informieren“, sollte aber auch Spaß machen nach dem Motto „Kultur erleben – Freizeit genießen“.

### Aschenbeck & Holstein (2004-heute)
Seit Mai 2004 erscheint die Zeitschrift vierteljährlich im Verlag Aschenbeck & Holstein aus Delmenhorst und Berlin mit einem Umfang von 64 Seiten in moderner Aufmachung. Dabei steht die kritische Vermittlung von Kultur, Geschichte, Heimat und Natur im Vordergrund. Zusätzlich wird jährlich ein Themenheft herausgegeben. Herausgeber ist der Niedersächsische Heimatbund e. V. mit seinem Präsidenten Hansjörg Küster und dem Geschäftsführer Wolfgang Rüther. 2020 wurde mit dem Titelthema „100x Niedersachsentag“ die bislang letzte Ausgabe der Zeitschrift veröffentlicht, ein neues Konzept sei in Vorbereitung.